# Corrina Kennedy
Corrina Kennedy (ur. 30 listopada 1970 w Saskatoon) – kanadyjska kajakarka, dwukrotna mistrzyni świata, olimpijka.

## Kariera sportowa
Zwyciężyła w konkurencjach kajaków jedynek (K-1) i dwójek (K-2) oraz zdobyła srebrny medal w wyścigu czwórek (K-4), wszystkie na dystansie 500 metrów, na  igrzyskach panamerykańskich w 1992 w Hawanie. Zdobyła brązowy medal w wyścigu czwórek na 200 metrów (w osadzie z Caroline Brunet, Alison Herst i Klarą MacAskill) oraz zajęła 6. miejsce w wyścigu czwórek na 500 metrów na  mistrzostwach świata w 1994 w Meksyku. 
Na mistrzostwach świata w 1995 w Duisburgu zdobyła dwa złote medale: w konkurencji dwójek na dystansie 200 metrów (w parze z Marie-Josée Gibeau) i w konkurencji czwórek na 200 metrów (z Brunet, Herst i Gibeau), a także zajęła 6. miejsce w wyścigu czwórek na 500 metrów. Zajęła dwa 5. miejsca na igrzyskach olimpijskich w 1996 w Atlancie: w wyścigach dwójek na 500 metrów (wraz z Gibeau) i czwórek na 500 metrów (z Gibeau, Herst i MacAskill). Zdobyła srebrny medal w konkurencji czwórek na 200 metrów (w osadzie z Karen Furneaux, Danicą Rice i Gibeau-Ouimet) oraz zajęła 5. miejsce w wyścigu czwórek na 500 metrów na mistrzostwach świata w 1997 w Dartmouth.